# Ayn Rand
Vous lisez un « bon article » labellisé en 2009.
Pour les articles homonymes, voir Rand et Rosenbaum.
Ayn Rand [ˈaɪn ˈɹænd], de son vrai nom Alissa Zinovievna Rosenbaum (en russe : Али́са Зино́вьевна Розенба́ум [aˈlʲɪsa zʲɪˈnovʲɪvnə rəzʲɪnˈbaʊm]), est une philosophe, scénariste et romancière américaine d'origine russe, juive athée, née le 2 février 1905 à Saint-Pétersbourg et morte le 6 mars 1982 à New York.
Ayn Rand est connue pour sa philosophie objectiviste. Elle a écrit de nombreux essais philosophiques sur des concepts tenant de la pensée libérale, comme la liberté, la justice sociale, la propriété ou l'État et dont le principal est La Vertu d'égoïsme (The Virtue of Selfishness en langue originale). Ses contributions principales s'inscrivent dans les domaines de l'éthique, de la philosophie politique et de l'épistémologie. Populaires hors du champ universitaire, ses idées et leurs supports (ses romans et essais) ne reçoivent pour autant pas un grand assentiment des philosophes, sans doute rebutés par son style assez polémique et le ton parfois dogmatique de certains de ses soutiens.
Elle a publié des romans, tels que La Grève (Atlas Shrugged), La Source vive (The Fountainhead) ou Nous, les vivants (We the Living). Elle a écrit de nombreux scénarios pour le cinéma, dont des adaptations de ses propres romans.
Ayn Rand est considérée comme la théoricienne d'un capitalisme individualiste et prônant les valeurs de la raison, du mérite et de l'« égoïsme rationnel », son concept central. Figure de l'anticommunisme radical, elle prône l'indépendance et le « laissez-faire » face à toute forme de collectivisme ou de religion établis. Elle a trouvé dans Ludwig von Mises, lui aussi émigré aux États-Unis, le grand théoricien contemporain du laissez-faire qui complétait sa compréhension de l'économie.
Selon Alain Laurent, un des spécialistes francophones de son œuvre, elle représente l'incarnation de la « self-made woman immigrée », « car elle réussit cet exploit tout en professant un athéisme radical […] et critiquant violemment l'altruisme au nom de l'"égoïsme rationnel" ».
De nombreuses personnalités, comme le psychothérapeute Nathaniel Branden, les économistes Alan Greenspan et Northrup Buechner, le romancier Terry Goodkind, le président Ronald Reagan ou l'un des cofondateurs de Wikipédia, Jimmy Wales, se réclament de ses conceptions.

## Biographie

### Jeunesse russe et études

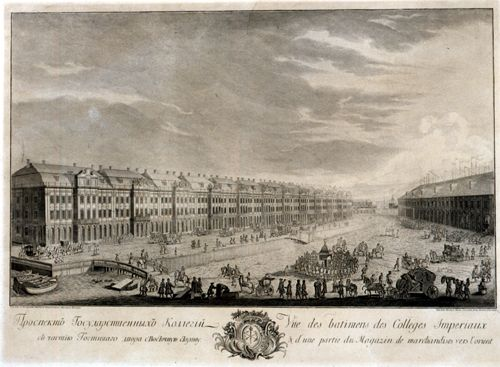
L'université de Saint Pétersbourg où Ayn Rand étudia.

Alissa Zinovievna Rosenbaum naît à Saint-Pétersbourg le 2 février 1905 (le 20 janvier du calendrier julien) dans une famille juive agnostique de la classe moyenne. Elle est l'aînée d'une fratrie de trois enfants. Son père, Zinovi Zakharovitch Rosenbaum, pharmacien, est né à Brest-Litovsk le 18 novembre 1869 ; sa mère, Anna Borissovna Kaplan, est née à Saint-Pétersbourg le 15 octobre 1880.
Elle s'intéresse très jeune à la littérature et au cinéma, écrivant dès l'âge de sept ans des romans ou des scénarios. À l'âge de neuf ans, elle décide de devenir écrivaine. Elle lit notamment Walter Scott et Alexandre Dumas et s'enthousiasme pour le courant romantique. Elle lit avec passion le roman d'aventure La Vallée mystérieuse (1915) du romancier français Maurice Champagne. Son personnage principal, figure de l'homme héroïque et vertueux, marque l'imagination d'Alissa. Ce type de personnage se retrouve dans toute son œuvre et, en particulier, à travers le personnage principal d'Atlas Shrugged, John Galt. Elle découvre à treize ans celui qui devient son auteur favori et qu'elle considère comme le plus grand des écrivains : Victor Hugo. Au collège, elle se montre brillante en mathématiques ; sa carrière universitaire semble alors toute tracée. En 1912, sa famille s'installe dans la Perspective Nevski, dans le quartier Znamenskaïa. La jeune Alissa y assiste à sa première exposition, consacrée aux images de films, en 1913. Le cinéma la passionnera en effet toute sa vie.
La ville de Saint-Pétersbourg est depuis longtemps l'un des foyers des troubles révolutionnaires qui agitent la Russie tsariste. Au début de la révolution de Février, Rand soutient l'action de Kerenski mais l'arrivée au pouvoir des bolchéviques, en octobre 1917, puis la confiscation de la pharmacie de son père par le gouvernement révolutionnaire, contraignent sa famille à fuir la Russie pour l'Ukraine puis pour la Crimée. Les Rosenbaum s'installent à Eupatoria jusqu'à ce que celle-ci soit envahie par les révolutionnaires en 1921. À dater de ce jour Rand nourrit une haine tenace pour les communistes, sentiment qui traverse tous ses écrits. Elle brûle alors son journal intime, car elle a pris l'habitude d'y consigner des réflexions et des critiques sur les révolutionnaires.
Le 30 juin 1921, Alissa Rosenbaum est diplômée du lycée de Eupatoria. L'année suivante, la famille Rosenbaum retourne à Petrograd. Alissa, qui a alors seize ans, entame des études d'histoire et de philosophie à l'université de Petrograd et y découvre les œuvres d'Edmond Rostand, de Friedrich von Schiller, d'Aristote et de Fiodor Dostoïevski. Ses études lui donnent accès, selon ses propres termes, à une « culture millénaire » à travers laquelle elle juge néfaste l'influence des idées communistes en Russie. Ces dernières années en URSS, où elle est obligée d'intégrer la propagande communiste, formeront la base de sa critique des systèmes collectivistes.

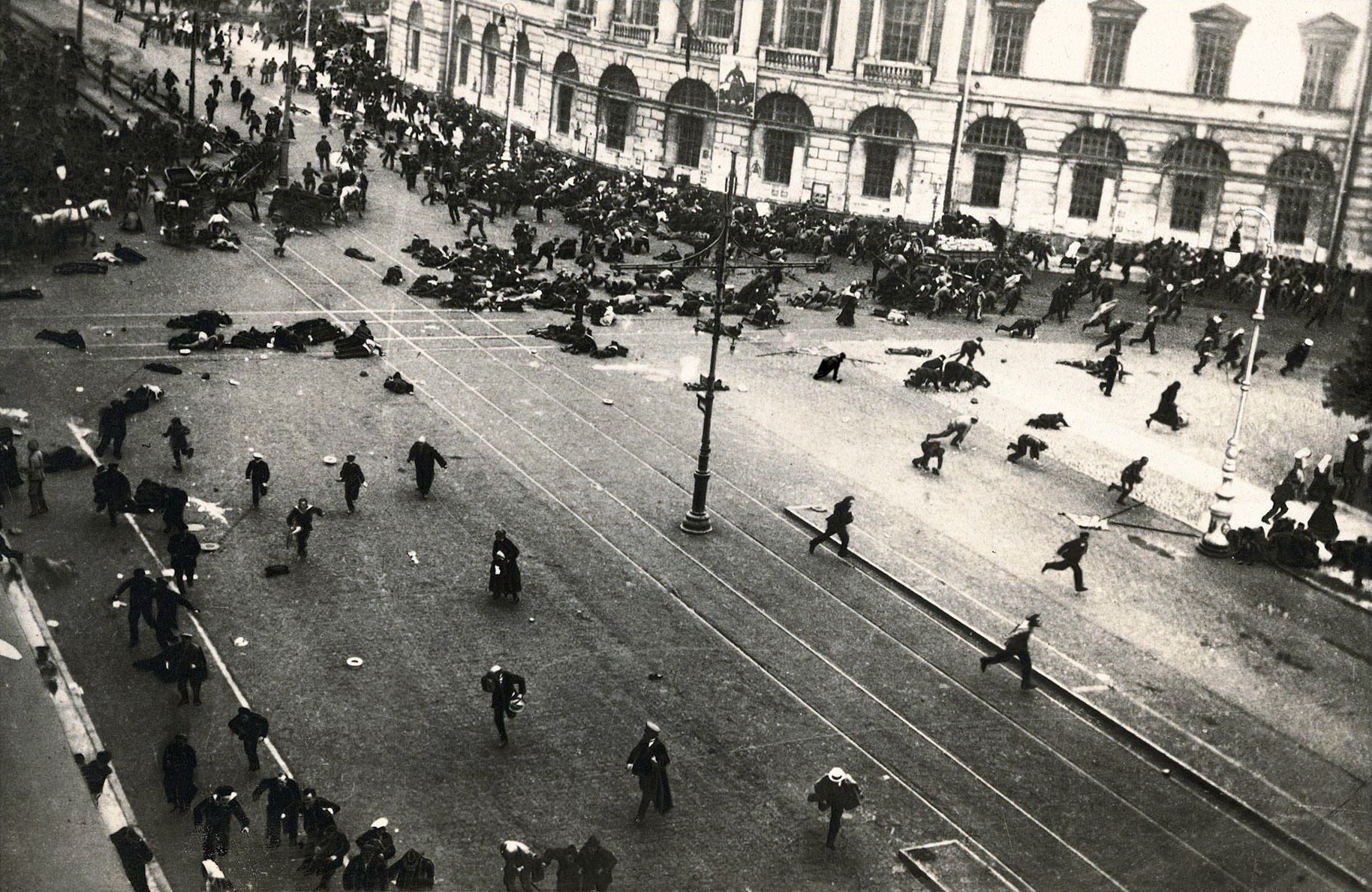
Dispersion de la foule sur la perspective Nevski, pendant les journées de juillet 1917.

Le 13 octobre 1924, Alissa sort diplômée de l'université. Elle continue à écrire et entre à l'Institut d'État des Arts cinématographiques en 1924. Elle y étudie l'histoire et la politique américaine et découvre aussi le cinéma nord-américain, dont les westerns, mais aussi toute la culture des États-Unis. Elle devient alors une admiratrice de la société américaine et de ses valeurs d'individualisme et d'optimisme. Comprenant qu'elle ne peut réaliser son rêve d'écrire des romans en Union des républiques socialistes soviétiques en raison de la censure communiste, elle se résigne à l'idée de quitter le pays pour les États-Unis. En 1925, elle publie une brochure sur l'actrice de cinéma Pola Negri, à Moscou et à Léningrad, puis en 1926 un petit essai intitulé « Hollywood: American Movie City » à Moscou. À la fin de l'année 1925, elle se voit accorder un visa pour rendre visite à des proches habitant aux États-Unis et ce pour une courte période, ce qui lui permet d'immigrer dans ce pays où elle s'installe pour le reste de sa vie.

### Débuts aux États-Unis
Après s'être arrêtée dans plusieurs villes d'Europe de l'Ouest, dont le port du Havre en France, où elle prend un bateau, le De Grasse, Alissa Rosenbaum arrive à New York le 19 février 1926. Ses premières impressions devant les gratte-ciels la marquent profondément et inspirent les descriptions de son roman La Source vive.
Elle rejoint ensuite Chicago, dans l'Illinois, où elle vit pendant six mois et apprend la langue anglaise. Elle commence également à mettre en forme ses idées de romans et de films et décide de devenir scénariste. Elle se voit accorder une extension de son visa par les autorités soviétiques. Alissa choisit alors de ne pas rentrer en URSS et part pour Hollywood où elle devient scénariste sous la direction du réalisateur et producteur Cecil B. DeMille, qui s'intéresse à elle par hasard, alors qu'elle fait le pied de grue devant son studio.
Alissa lui explique qu'elle est passionnée de cinéma américain et qu'elle arrive de Russie. DeMille travaille alors sur le film The King of Kings et l'emploie comme figurante. La jeune femme y rencontre également l'acteur Frank O'Connor dont elle dira qu'il était son « visage idéal ». Ils se marient le 15 avril 1929, et le couple restera uni jusqu'à la mort d'O'Connor, en 1979.

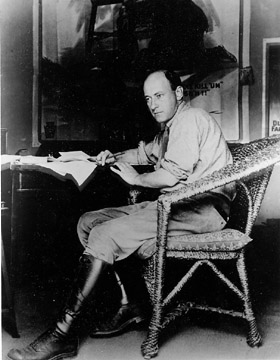
Cecil B. DeMille.

Alissa Zinovievna Rosenbaum est naturalisée américaine le 13 mars 1931. C'est alors qu'elle change son nom en « Ayn Rand », en référence selon elle à la transcription en cyrillique du nom de sa famille. Une autre explication veut que ce serait en référence à la machine à écrire Remington Rand, mais celle-ci n'a été commercialisée qu'ultérieurement. Elle se montre fière de sa nouvelle nationalité et déclare ainsi en 1974, dans un discours aux élèves de l'académie militaire de West Point : « Je peux dire — et il ne s'agit pas d'une banalité patriotique, mais avec une connaissance complète des racines métaphysiques, épistémologiques, morales, politiques et esthétiques nécessaires — que les États-Unis d'Amérique sont le pays le plus grand, le plus noble et, dans ses principes, le seul moral de l'histoire du monde ».
Ayn Rand travaille très dur comme lectrice de scénario, pour DeMille, ayant à cœur de se faire une place dans le monde d'Hollywood. Parallèlement, elle écrit afin de réaliser son rêve. Avant de vivre de sa plume, elle occupe divers emplois, notamment à la garde-robe de la RKO Radio Pictures jusqu'en 1932, année où elle réussit à vendre le scénario de Red Pawn (en) à Universal Studios. Son niveau de vie s'améliore alors considérablement, et Rand peut s'acheter une automobile, ce qui est pour elle à cette époque le signe d'une réussite sociale certaine qui contraste avec ses années en Union des républiques socialistes soviétiques. Le producteur Josef von Sternberg pense à donner le premier rôle à l'actrice Marlene Dietrich mais le thème anti-soviétique étant encore mal considéré à cette époque, le projet échoue.
Elle écrit ensuite en 1934 les pièces de théâtre Ideal et Woman on Trial, cette dernière étant jouée à Hollywood le 22 octobre. La pièce Woman on Trial, qui retrace le parcours peu commun de l'industriel et autodidacte suédois Ivar Kreuger, est recomposée en 1935 puis produite sous le titre Night of January 16th et représentée d'abord à Hollywood puis à Broadway le 16 septembre. La pièce est originale : l'action consiste en un procès dont le jury, choisi parmi les spectateurs, pouvait déterminer la fin. Deux épilogues sont donc possibles, suivant la décision du jury populaire.
Son roman Nous, les vivants (We the Living, partiellement inspiré par sa propre expérience) lui demande beaucoup de travail. L'ayant achevé en 1933, elle ne parvient cependant à le faire publier que le 18 avril 1936, après l'avoir proposé à de nombreux éditeurs. Ce sont les éditions Macmillan pour les États-Unis et Cassell pour l'Angleterre qui l'acceptent. Elle le considère comme la plus autobiographique de ses œuvres de fiction : en effet, le roman décrit la vie de son héroïne sous la domination communiste, sa confrontation avec la violence absurde du régime et sa fuite pour l'étranger. Cependant, Nous, les vivants ne reçoit pas un accueil enthousiaste de la critique américaine, en partie à cause du fait que, dans les années 1930, période nommée la « décennie rouge » (Red Decade), le communisme était encore relativement bien considéré dans les milieux intellectuels et artistiques américains. Néanmoins Rand considérait elle-même Nous, les vivants comme davantage qu'une simple autobiographie : « Ce n'est pas une autobiographie proprement dite, l'ouvrage a davantage un sens intellectuel. L'intrigue est inventée mais l'arrière-plan non ».

### Succès littéraire
Dès 1935, Ayn Rand travaille sur son projet principal, la rédaction du roman La Source vive (The Fountainhead), à dimension plus philosophique.
En 1938, elle publie en Angleterre le roman dystopique Hymne (Anthem), qui décrit une société dans laquelle le collectivisme a triomphé. Hymne n'est accepté par aucun éditeur aux États-Unis alors que We the Living n'a pas non plus rencontré un grand succès. Stephen Cox, de l’Objectivist Center, considère que cela est dû à l’époque : « We the Living fut publié quand la popularité du socialisme russe était au plus haut parmi les faiseurs d'opinions américains » explique-t-il. En 1939, Ayn Rand reçoit les dernières nouvelles de ses parents demeurés en URSS ; elle a alors définitivement coupé toute relation avec son passé russe.
En 1940, Rand participe, avec son mari, à la campagne présidentielle américaine pour le candidat libéral Wendell Willkie dans sa section de la ville de New York. Cet activisme lui permet de rencontrer des intellectuels favorables au capitalisme de laissez-faire. Le journaliste du New York Times Henry Hazlitt et sa femme permettent à Rand et à son mari de rencontrer l'économiste autrichien Ludwig von Mises qui admire les travaux de Rand, en dépit de différences philosophiques.
La même année, l'adaptation théâtrale de We the Living, The Unconquered, par George Abbott, est donnée à Broadway le 13 février. Abbott a néanmoins adouci la dimension critique du roman, le mettant davantage au goût du public, notamment en ajoutant des dialogues sentimentaux. Elle connaît son premier grand succès avec la publication de La Source vive, le 8 mai 1943, roman qu'elle a mis sept ans à écrire. Refusé par douze éditeurs, le manuscrit est finalement accepté par la maison d'édition Bobbs-Merrill grâce à l'insistance d'Archibald Ogden, membre du comité éditorial, qui a menacé de démissionner si l'on ne publiait pas l'ouvrage. Vendu à six millions d'exemplaires, le livre devient un succès planétaire, (il s'en vend encore 100 000 par an). Adapté au cinéma en 1949 par King Vidor à la Warner avec Gary Cooper et Patricia Neal dans les rôles principaux, le film est distribué en France la même année sous le titre Le Rebelle.
Rand commence à pouvoir vivre de ses écrits. Elle travaille dès lors comme scénariste à mi-temps, toujours pour le producteur Hal B. Wallis. Sous sa direction, elle adapte en 1945 le roman Pity My Simplicity de Christopher Massie, nommé aux Oscars sous le titre Love Letters ainsi que You Came Along. Rand travaille ensuite, en août 1943 à un article « The Moral Basis of Individualism » puis emménage en Californie pour rédiger le scénario de The Fountainhead.
Elle s'installe à la Von Sternberg House construite par l'architecte Richard Neutra. Par ailleurs elle rencontre à Taliesin East le célèbre architecte Frank Lloyd Wright qu'elle admire énormément : pour elle « Wright fut un innovateur, défendant l’architecture moderne contre la tradition ». Toujours à Taliesin East Rand rencontre d'autres figures intellectuelles du moment comme Morrie Ryskind, Janet Gaynor, Gilbert Adrian et Leonard Read. L'architecte devient un fervent admirateur de son roman The Fountainhead ; il dessine pour elle une maison qui ne sera toutefois jamais construite. En septembre 1944, Rand écrit le scénario de Love Letters. L'année suivante The Fountainhead est classé 6e best-seller de l'année par le New York Times.
Ayn Rand se lie d'amitié avec l'écrivaine libertarienne Isabel Paterson (1886-1961), qui l'initie à l'histoire des États-Unis. Leur amitié cessera par la suite, Rand n'ayant pas apprécié le comportement de Paterson lors d'une cérémonie à Hollywood. Les deux femmes entretiennent alors une abondante correspondance. Le biographe de Paterson, Stephen Cox, explique que les pensées des deux femmes se sont mutuellement influencées. Ayn Rand considère l'essai d'Isabel Paterson, The God of the Machine (en) (1943), comme l'équivalent pour les défenseurs du capitalisme de ce qu'est Le Capital pour les communistes et la Bible pour les chrétiens.
Dès 1946, Ayn Rand travaille au manuscrit de son roman La Grève (Atlas Shrugged), tout en assurant un emploi de scénariste pour le producteur Hal B. Wallis. En 1947, en pleine période du maccarthysme, elle témoigne à charge dans les procès des Dix d'Hollywood, qui débouchent sur la constitution des « listes noires », devant le United States House Un-American Activities Committee qui identifie les personnalités pro-communistes américaines. Ayn Rand est l'une des premières intellectuelles américaines à fustiger la propagande communiste dans le milieu du cinéma. Pour ce faire, elle rédige Screen Guide for Americans qui recommande treize principes face au communisme et rejoint la « MPA » (la Motion Picture Alliance for the Preservation of the American Ideals) la même année. Anthem est par ailleurs publié aux États-Unis, en juillet 1946.
En 1949 The Fountainhead est adapté à l'écran, le 23 juin. Ayn Rand décide en 1951, en compagnie de son mari, de quitter Hollywood pour emménager à New York (au 120 East de la 34e rue), sa ville préférée en raison de ses gratte-ciel qui la fascinent, et où elle travaille à plein temps sur son nouveau roman, La Grève (Atlas Shrugged), qu'elle n'achève que six ans plus tard. La rédaction de ce long roman provoque une dépression néanmoins vite surmontée.

### Diffusion de l'objectivisme
En 1950, Ayn Rand et quelques proches créent un groupe qui prend par provocation le nom de « Le Collectif », formé par Alan Greenspan, futur président de la Fed et le psychologue Nathanael Blumenthal (qui deviendra Nathaniel Branden, l'auteur de The Psychology of Self-Esteem), futur amant de Rand, sa femme, Barbara Branden, et Leonard Peikoff, profondément influencé par The Fountainhead.
Avec ce groupe, qui multiplie les conférences publiques, Rand compte diffuser sa philosophie et ses écrits. Le cercle d'amis prend ainsi un rôle de plus en plus important, aidant Ayn Rand à diffuser son système philosophique, auquel elle donne le nom d'« objectivisme ».
Sous l'impulsion de Branden, le groupe fonde le Nathaniel Branden Institute (« N.B.I »).

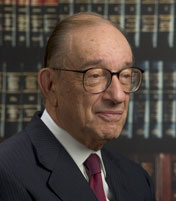
Alan Greenspan.

En 1957, Rand publie sa principale œuvre, La Grève (Atlas Shrugged), aux éditions Random House, roman de près de 1 500 pages qui met en scène des entrepreneurs qui décident de cesser d'être les esclaves d'un étatisme pré-totalitaire qui ravage la société à l'image du New Deal de Roosevelt. Le tirage initial est de 100 000 exemplaires et le livre devient rapidement un best-seller mondial puisque son tirage était chaque année de 200 000 unités jusqu'à l'élection du président Obama, qui a conduit à en vendre un million d'exemplaires en deux ans et demi. Dans une étude de 1991 de la Bibliothèque du Congrès américain, le livre était cité par les Américains comme celui qui les avait le plus influencés, après la Bible. Le roman mêle divers thèmes et sujets de réflexion, passant de l'épistémologie à la métaphysique, suivant une action classique, centrée autour du combat d'un mystérieux personnage, John Galt, qui n'apparaît qu'à la fin. Il marque aussi la fin de l'activité romanesque de Rand, et le début de ses écrits philosophiques.
En 1958, Rand anime des séminaires d'écriture et, le 6 mars, elle fait sa première conférence au Queens College de New York. Elle prend la parole pour la première fois à la télévision américaine, sur le plateau de Mike Wallace en 1959. Elle présente son essai Faith and Force: Destroyers of the Modern World à l'université Yale le 17 février 1960. Le rythme de ses lectures publiques mais également universitaires s'accélère. En 1961, Rand publie For the New Intellectual le 24 mars et fait une conférence au Ford Hall Forum, « The Intellectual Bankruptcy of Our Age » le 26 mars. Le Ford Hall Forum devient le lieu privilégié de ses conférences qui ont lieu de 1962 à 1976.
La popularité de Rand s'accroît également. De plus en plus sollicitée par les journaux, elle signe, le 17 juin 1961, sa première intervention dans la « Weekly column » du Los Angeles Times qu'elle animera quelques années durant. Ses conférences sont toutes enregistrées et diffusées aux États-Unis et dans d'autres pays. Ayn Rand enseigne par ailleurs dans de nombreuses universités à partir de 1960, à Yale, à Princeton et à Columbia. Elle enseigne également à Harvard, à l'université du Wisconsin, à l'université Johns-Hopkins et au MIT. Durant ses dernières années, Ayn Rand prend également position sur de grandes questions de société, s'opposant à l'engagement américain dans la Seconde Guerre mondiale, et soutenant Israël pendant la guerre du Kippour. Elle s'exprime sur tous les thèmes de société où sa morale objectiviste peut trancher : l'égalité des sexes et l'homosexualité, le racisme et le travail.
En janvier 1962, le Nathaniel Branden Institute publie le premier numéro de The Objectivist, un périodique actif de 1962 à 1965. Le périodique devient ensuite The Objectivist Newsletter, de 1966 à 1971. Puis le groupe édite, de 1971 à 1976, une lettre d'information, The Ayn Rand Letter. Ayn Rand y publie des articles, qui forment la base pour ses essais philosophiques, et en premier lieu l'ouvrage The Virtue of Selfishness qui développe sa théorie du point de vue éthique.
Le 2 octobre 1963 Rand reçoit un doctorat honoris causa de l'université Lewis et Clark et publie en décembre 1964 The Virtue of Selfishness (La Vertu d'égoïsme), l'essai qui présente le mieux sa pensée éthique et philosophique. En juillet 1966, elle écrit une autre étude, en plusieurs parties, publiée dans le périodique The Objectivist intitulé « Introduction to Objectivist Epistemology » destinée à exposer les fondements de sa philosophie de la connaissance.
La compilation Capitalism: The Unknown Ideal (1966) regroupe ses études économiques et politiques alors que Introduction to Objectivist Epistemology (1971) présente sa théorie des concepts, sa contribution la plus importante à la philosophie. Rand écrit également une étude esthétique, The Romantic Manifesto (1969).
Elle réalise également des allocutions et des ateliers (workshops) au Nathaniel Branden Institute.

### Dernières années
La relation sentimentale de Rand avec le psychothérapeute Nathaniel Branden s'intensifie dans les années 1960. Branden publie également divers textes psychologiques dans la revue d'Ayn Rand. En 1968, le couple illégitime rompt, en partie à cause du fait que chacun était marié.
Dès mars 1969, Ayn Rand donne des cours d'écriture, pour les essais cette fois, à des membres du Nathaniel Branden Institute. Le 11 octobre, elle anime des ateliers autour de l'épistémologie objectiviste. Le 16 juillet, elle assiste comme V.I.P. au lancement de la fusée Apollo 11. Cet événement lui inspire deux essais vantant le progrès technique permis par le capitalisme : « La signification fondamentale du triomphe d'Apollo 11 n'est pas politique ni même philosophique, elle est davantage épistémologique et morale » dit-elle à cette occasion qui la marque beaucoup. Rand se lie par ailleurs d'amitié avec l'astronaute Michael Collins ainsi qu'avec l'écrivain Mickey Spillane et le critique musical Deems Taylor avec qui elle entretient une longue correspondance.
La santé d'Ayn Rand se détériore au début des années 1970. Elle est opérée en 1974 pour un cancer du poumon car c'est une grande fumeuse. La fin de la relation avec Branden signe la fin de facto du Nathaniel Branden Institute et certains amis objectivistes s'éloignent d'elle. Rand publie dans The Objectivist une critique de Nathaniel Branden, qu'elle juge avoir été malhonnête envers elle et d'avoir eu un « comportement irrationnel dans sa vie personnelle ». Le 6 mars 1974 Rand fait une conférence à West Point intitulée « Philosophy: Who Needs It », ouvrage parachevant sa philosophie de la réalité et de l'homme. Le 14 avril, elle reçoit sa sœur, Nora Drobysheva, qui a pu obtenir une autorisation de quitter l'URSS. Rand tente de lui proposer son aide pour qu'elle immigre aux États-Unis, mais sa sœur refuse et rentre en URSS après quelques jours.
En janvier 1976, Rand publie son dernier article dans le recueil The Ayn Rand Letter, « The Energy Crisis » qui traite des enjeux géopolitiques. Le 27 juillet, elle est invitée à la Maison-Blanche pour diner avec l'homme politique libéral australien Malcolm Fraser, futur premier ministre d'Australie : c'est le signe d'une reconnaissance nationale. Le 10 avril 1977, elle est invitée au Ford Hall Forum pour un dîner en son honneur, avec tous les membres du Nathaniel Branden Institute.

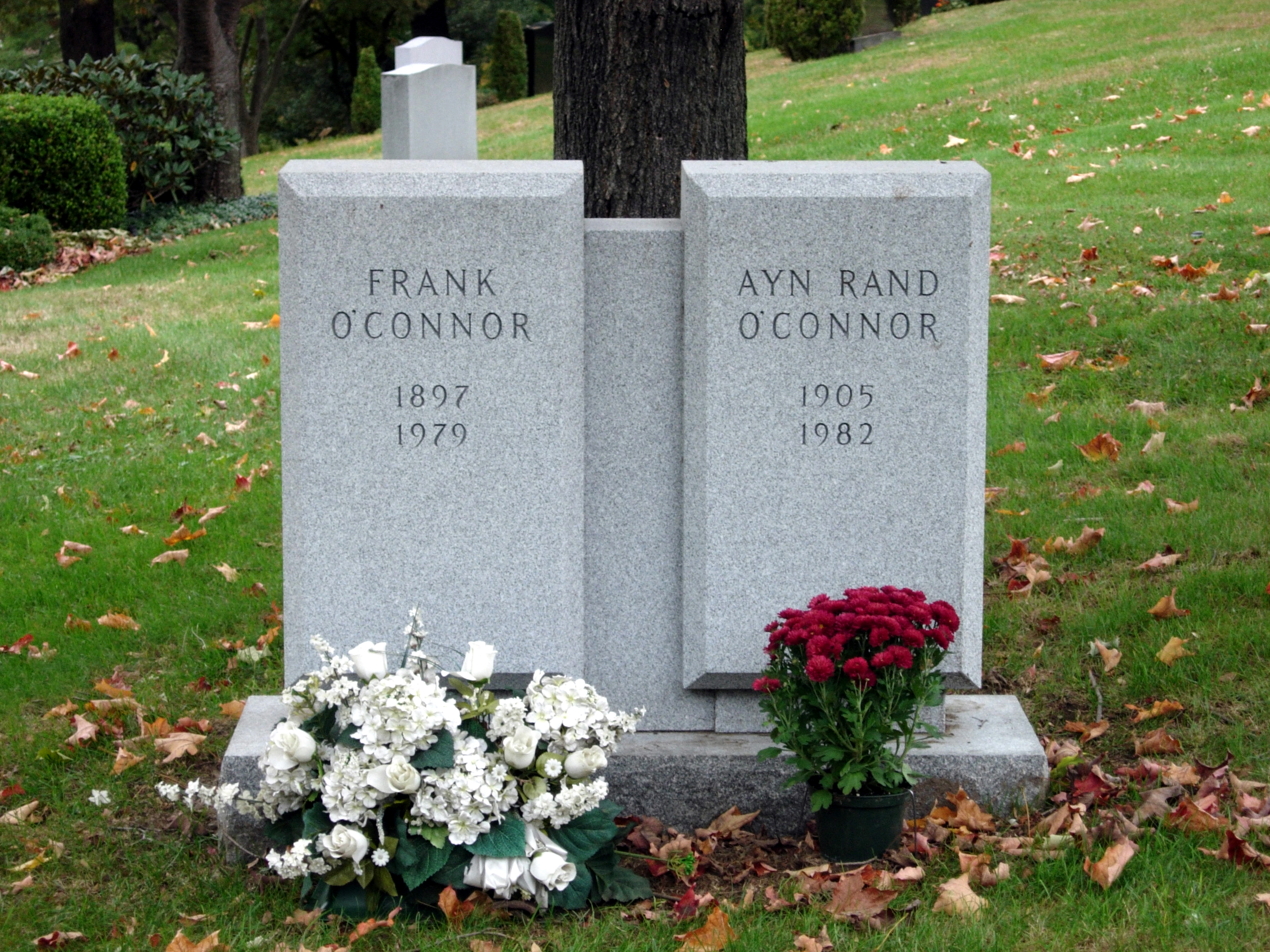
La tombe d'Ayn Rand et de Frank O'Connor au cimetière de Kensico, à Valhalla, New York.

En septembre 1979, La Grève (Atlas Shrugged) est scénarisé pour un projet de série télévisée puis, en avril, son dernier essai, Introduction to Objectivist Epistemology, est publié par la New American Library. Le 9 novembre, son mari Frank O’Connor décède et, dès lors les activités d'Ayn Rand au sein du mouvement objectiviste se raréfient. Sa santé décline par ailleurs. L'un de ses derniers projets est une adaptation télévisée de La Grève (Atlas Shrugged) ainsi qu'un roman, To Lorne Dieterling, dont elle ne laisse que des brouillons préparatoires.
En 1981 Rand anime ses dernières conférences : au Ford Hall Forum avec « The Age of Mediocrity », le 26 avril et « The Sanction of the Victims » à La Nouvelle-Orléans le 21 novembre. Elle travaille aux dernières pages du scénario télévisé de La Grève (Atlas Shrugged), qu'elle achève en janvier. Malade, elle recourt à l'aide sociale pour couvrir ses dépenses de santé, sous le faux-nom d'Ann O'Connor. Elle meurt d'une insuffisance cardiaque le 6 mars 1982 chez elle, à New York.
De nombreux compagnons objectivistes se rendent à son enterrement, dont Alan Greenspan et David Kelley, qui lit lors des obsèques le poème If, de Rudyard Kipling. Rand est enterrée au cimetière de Kensico, à Valhalla, New York. Dans ses dernières volontés, elle désigne Leonard Peikoff comme héritier de sa propriété intellectuelle et le reconnaît également comme le meilleur spécialiste de sa philosophie. Peikoff fonde le Ayn Rand Institute pour propager ses idées.

## Philosophie
Ayn Rand a, au fur et à mesure de ses écrits, constitué un mouvement philosophique intitulé l'« objectivisme » reposant sur le postulat selon lequel « ma philosophie conçoit essentiellement l'Homme comme un être héroïque dont l'éthique de vie est la poursuite de son propre bonheur, la réalisation de soi, son activité la plus noble, et la Raison, son seul absolu ». En 1976, Rand explique que sa contribution principale à la philosophie est sa « théorie et [s]es concepts, [s]on éthique, et [s]a découverte que, en politique, le mal - la violation des droits - consiste en un commencement de pouvoir et de force ».

### Objectivisme
Rejetant la foi considérée comme opposée à la raison, Rand condamne toute forme de mysticisme, y compris les religions, et prône le réalisme philosophique. Rand met en avant ce qu'elle nomme l'« égoïsme rationnel », ou « égoïsme de l'intérêt personnel », seul principe moral digne d'être suivi par opposition à l'altruisme, de mentalité collectiviste. L'individu est selon elle la base de toute morale, « il se doit d'exister pour lui-même » écrit-elle en 1962 et de « ne jamais se sacrifier pour les autres, ni sacrifier les autres pour lui-même ». En 1976, Rand explique que sa contribution principale à la philosophie est sa « théorie et [s]es concepts, [s]on éthique, et [s]a découverte que, en politique, le mal — la violation des droits — consiste en un commencement de pouvoir et de force ».
Rand pose que le seul système moral pertinent est celui du « laissez-faire », le capitalisme. Elle est donc profondément individualiste et s'oppose à tout système collectiviste, en premier lieu au communisme. Elle critique de manière véhémente autant certains libéraux et conservateurs américains, comme les partisans du régime soviétique.
D'inspiration aristotélicienne, la philosophie d'Ayn Rand se veut profondément objectiviste, les émotions de l'homme se devant d'être soumises à sa raison, faute de quoi, l'homme baserait son existence sur des chimères issues de ses représentations du monde et non sur les faits. Elle ne renie pas pour autant la sphère émotionnelle mais considère que l'homme qui se perd dans ses émotions essaie de fuir la réalité au lieu de s'y adapter. Ayn Rand a ainsi défini la « psycho-épistémologie », socle de son système objectiviste, comme « l'étude des processus cognitifs humains vus à partir de l'interaction entre l'esprit conscient et les fonctions automatiques de l'inconscient ». Harry Binswanger a continué ses travaux sur ce point. La vie de l’homme est considérée comme le fondement de toute valeur, et sa propre vie est le but éthique de tout individu. Le passage dit de l'allocution de John Galt (John Galt speaking), personnage principal du livre La Grève (Atlas Shrugged), représente la quintessence de sa pensée à propos de l'individu.

### Influences philosophiques
Ayn Rand a été influencée par de nombreux philosophes comme Aristote en premier lieu (et même nul autre que lui, à ses propres dires), mais aussi John Locke, Thomas d'Aquin, Friedrich Nietzsche, Max Stirner, Henryk Sienkiewicz, Ludwig von Mises ou Isabel Paterson.
Néanmoins, Douglas B. Rasmussen décrit son approche de l'enseignement d'Aristote comme étant « extrêmement imprécise », alors que sa connaissance de son système éthique était pour sa part « très mince ».
L'influence de Nietzsche est, selon Ronald E. Merrill, auteur de The Ideas of Ayn Rand, réelle, notamment à travers la notion de « surhomme » qui se retrouve dans ses écrits sous la forme de l'idée de l'homme en tant que héros. Ayn Rand dit partager avec Friedrich Nietzsche le culte de l'ego humain, dont The Fountainhead veut rendre compte. C'est pourquoi elle apposa en en-tête du manuscrit de cette œuvre une citation de Par delà le bien et le mal exprimant, selon elle, ce culte. Elle décida néanmoins de retirer cette citation de l'édition finale de l'ouvrage du fait de son désaccord avec la philosophie de Nietzsche, dont elle rejetait le mysticisme et l'irrationalité. Lester H. Hunt établira plus tard que si Ayn Rand fut effectivement influencée par Nietzsche dans sa jeunesse, notamment à l'époque de la première édition de Nous, les vivants, son opinion sur le penseur allemand a changé au cours du temps, évoluant progressivement jusqu'à l'opposition totale. En effet, les points d'accords entre Nietzsche et Ayn Rand sont, en définitive, mineurs et superficiels tandis que les points de désaccords sont profonds et fondamentaux. Ainsi leur compréhension du « surhomme » est radicalement différente l'une de l'autre, et Ayn Rand n'emploie d'ailleurs jamais ce terme, elle parle d'homme « idéaux », non d'homme « supérieurs » précise-t-elle dans une interview au sujet de sa différence avec Nietzsche.
Pour elle, au sein de l'histoire de la philosophie, seuls trois auteurs, dont elle-même, ont marqué l'éthique, qu'elle nomme les « trois A », pour Aristote, Thomas d'Aquin et Ayn Rand.
Parmi les philosophes, Rand éprouve un dédain particulier pour Emmanuel Kant, qu'elle dit être un « monstre » et « le plus mauvais homme de l'histoire » car il prône un système éthique totalement étranger à l'intérêt personnel. Elle critique la position de Kant, qui veut expliquer que la raison ne peut connaître la réalité en soi : pour Rand, sa philosophie est l'exacte opposé des positions kantiennes. Pour les philosophes objectivistes George Walsh et Fred Seddon, Rand n'a pas su interpréter l'apport de Kant ; pour le premier elle exagère l'ambition du philosophe allemand. D'autres critiques condamnent sa vision du kantisme comme étant simplement « ignorante et indigne ». Il reste que la plupart des philosophes réalistes postérieurs à Kant en ont autant, sinon plus, à son égard.

## Principales œuvres
Ayn Rand est surtout connue pour ses fictions, principalement Atlas Shrugged, véritable best-seller, et The Fountainhead. Les personnages de ses romans sont ainsi devenus des références clés dans la culture américaine comme John Galt, Dagny Taggart ou Kira Argounova. Rand se dépeint elle-même comme une « romantique réaliste », et toute son œuvre reflète cette double tendance.

### Atlas Shrugged
Atlas Shrugged est un roman de plus de 1 000 pages qui fit d'Ayn Rand une romancière populaire, dès sa publication en 1957. En 2007, soit cinquante ans après la première publication du roman, près de 185 000 exemplaires furent vendus d'après le Ayn Rand Institute. Selon un sondage réalisé par Freestar Media/Zogby, 8 % des Américains avaient lu Atlas Shrugged en 2007. Une traduction française du roman est parue en octobre 2011 sous le titre La Grève, qui était le premier auquel Ayn Rand songeait (The Strike) lorsqu'elle écrivait son roman.
D'après l'auteur elle-même, Atlas Shrugged a pour thème « le rôle de l'esprit humain dans la société ». L'intrigue met donc en scène des « hommes de l'esprit » (men of the mind : scientifiques indépendants, entrepreneurs honnêtes, artistes individualistes) qui disparaissent mystérieusement, provoquant crises et catastrophes, dans un avenir (pour les années 1950) proche qui n'en ressemble pas moins à la catastrophe des années 1930. Il s'agit d'un « roman à idées », par lequel Rand développe sa conception de la vérité, de la liberté et de l'égoïsme rationnel, tout en présentant les méfaits de l'étatisme qu'elle présente comme le produit du subjectivisme moral et intellectuel. Le titre Atlas Shrugged se réfère au titan de la mythologie grecque Atlas qui tient le monde sur ses épaules, symbole du rôle irremplaçable des « hommes de l'esprit », entrepreneurs et créateurs de valeurs, dans la société. Le roman décrit également la manière dont l'intervention de l'état détruit la production et la régulation sociale. Atlas Shrugged lui oppose la libre initiative et la responsabilité personnelle.
Le personnage principal du roman, John Galt, est l'archétype du héros vertueux et entreprenant. La première phrase du récit, « Who is John Galt? » a marqué la culture populaire américaine, de même que son allocution, long passage de 62 pages, qui est un « morceau majeur de la philosophie, car il expose les racines profondes de l'idéologie étatiste, qui sont à chercher en premier lieu, et dans l'ordre, dans les domaines de la métaphysique, de l'épistémologie et enfin de l'éthique. » explique le traducteur suisse, Pierre-Louis Boitel.

### The Fountainhead
Publié en 1943, le roman La Source vive connut un grand succès et fut ensuite adapté au cinéma par King Vidor en 1949 sous le titre Le Rebelle (The Fountainhead dans la version originale). Le titre du livre fait référence à une déclaration d'Ayn Rand : « L'ego de l'Homme est la source vive du progrès humain. » Refusé par de nombreux éditeurs car non « commercial », le livre est pourtant parmi les plus vendus au monde au sein de l'œuvre de Rand. C'est durant l'écriture de ce roman que Rand s'est vu prescrire de l'amphétamine Benzedrine pour combattre la fatigue. Le médicament l'a aidée à travailler de longues heures pour respecter le délai de livraison du roman, mais elle était ensuite si épuisée que son médecin lui a prescrit deux semaines de repos. L'utilisation de ce médicament pendant environ trois décennies peut avoir contribué à ce que certains de ses associés ultérieurs ont décrit comme des sautes d'humeur volatiles.
Le récit décrit la vie d'un architecte individualiste, Howard Roark, dans le New York des années 1920 qui ne parvient pas à faire accepter ses créations. Par lui, Rand développe les thèmes contenus dans sa doctrine objectiviste, à savoir l'intégrité, l'égoïsme rationnel, la vertu d'indépendance et la créativité. Chaque chapitre est dévolu à un personnage, emblème d'une valeur randienne. Ayn Rand y esquisse deux philosophies antagonistes, à travers les deux personnages en opposition. Le premier, incarné par Roark, est l’homme volontariste et libre, qui représente « l’égoïste absolu », et doté de liberté de jugement alors que Keating est l'archétype du parasite social. The Fountainhead peut, selon Mimi Reisel Gladstein, être lu comme « une version moderne d'une pièce médiévale de moralité ».

### Réceptions de ses écrits
Selon Jeff Britting, la popularité des écrits de Rand doit beaucoup au « bouche-à-oreille ». En effet, les milieux universitaires et littéraires ont longtemps ignoré les romans de Rand. Le philosophe John Lewis déclare cependant, dans sa Literary Encyclopedia de 2001, que « Rand a écrit les œuvres de fiction les plus intellectuellement brillantes de sa génération ».
Les premiers comptes rendus de la critique apparaissent avec sa pièce de théâtre Night of January 16th. Ses autres premiers écrits, We the Living et Anthem ont reçu une faible attention des critiques, seul son best-seller The Fountainhead mobilisa véritablement la presse et en particulier le New York Times, journal que Rand appréciait grandement. C'est surtout son roman La Grève (Atlas Shrugged) qui reçut la plus grande critique, principalement négative. En particulier, l'ancien espion soviétique repenti Whittaker Chambers, dans la National Review, qualifia l'ouvrage d'« immature » et de « remarquablement stupide », ajoutant qu'« on ne pouvait l'appeler un roman qu'en dévaluant le mot ».
Les travaux de Rand éveillèrent peu d'intérêt dans les milieux académiques et universitaires. La première étude sur son œuvre, publiée en 1971, était celle de William F. O'Neill, With Charity Toward None: An Analysis of Ayn Rand's Philosophy. L'auteur fut vivement critiqué par ses pairs, qui lui reprochèrent d'être de parti pris pour avoir pris Rand et ses écrits au sérieux. La revue The Personalist publia après sa mort de nombreux articles et le philosophe Robert Nozick y rédigea l'article On the Randian Argument.
Comme le souligne Alain Laurent, la popularité d'Ayn Rand a été telle qu'aux États-Unis, presque tout le monde l'a lue et a eu son « moment Ayn Rand » comme l'a confié Hillary Clinton. Après sa mort, elle est « demeurée bien vivante dans le paysage intellectuel et politique américain », influençant le libéralisme classique comme le Cato Institute.

## Prises de position et enjeux éthiques

### Éthique de l'égoïsme
L'essai The Virtue of Selfishness, traduit en français sous le titre La Vertu d'égoïsme synthétise la pensée éthique d'Ayn Rand. Publié en 1964, il s'agit de ses principaux textes issus des conférences. Annoncé par ses précédents écrits, la doctrine du « vivre pour soi » est le sujet de ce livre qui expose la plupart des principes objectivistes et en premier lieu celui d'après lequel l'« ego » est la seule référence éthique : « Aucune loi, aucun parti ne pourra jamais tuer cette chose en l'homme qui sait dire « je » ». Ainsi, résume Pierre Lemieux, « La nature de l'homme lui impose un code d'éthique rationnel […] Les droits de l'homme se résument dans le droit pour un individu d'utiliser sa raison, à l'exclusion de toute coercition, pour mener sa propre vie. Raison et liberté vont de pair » pour Ayn Rand.
Le capitalisme est ainsi le seul système où les hommes productifs sont libres d'agir et de coopérer en vertu de leurs libertés. Dans sa vision du capitalisme, le postulat marxiste est inversé : le patronat crée la valeur, et les masses la lui extorquent. Les assistés y exploitent les méritants. « La minorité opprimée aux Etats-Unis, c’est le big business », affirme-t-elle.
Contrairement à une critique répandue, Rand n'est pas anarchiste, ni anarcho-capitaliste, car elle considère que « l'anarchie en tant que concept politique, est une abstraction vague et naïve ». Néanmoins Rand est souvent considérée comme une théoricienne anarchiste, notamment par Ulrike Heider qui la surnomme « the queen of reason ». Par ailleurs elle ne prône pas une société sans État. Elle propose un système alternatif où l'État est limité à une activité judiciaire, via le monopole du contrôle des contrats entre citoyens. Selon Alain Laurent, Rand est minarchiste, c'est une adepte du limited government. L'État doit ainsi seulement « protéger l'individu de la violence physique, protéger son droit à la vie, à la liberté, à la propriété et à la poursuite de son propre bonheur ». Ces objectifs coïncident exactement avec les principes des Founding Fathers, les pères fondateurs des États-Unis. L'éthique de Rand renoue avec le concept aristotélicien de « valeur » qui est ainsi pour elle « ce pourquoi l'on entreprend une action pour acquérir et (ou) conserver quelque chose ».

Ayn Rand voit dans la déclaration d'indépendance des États-Unis une réussite de l'éthique rationnelle.

La méthode de Rand se fonde sur l'objectivité définie comme « Une méthode pour évaluer la connaissance basée sur sa conformité ou non à la réalité ». La première partie de ce livre est consacrée à démontrer en quoi la vie, et l'individu, est essentiellement rationnel, et que son existence doit être objective, c'est-à-dire conforme à la réalité. Le rationnel est donc le moyen de survie, et, par extension, l'éthique régulant son comportement et ses choix. Rand s'oppose aux doctrines philosophiques et politiques qui posent que l'éthique est irrationnelle et donc que la raison n'est pas inhérente à l'homme, justifiant par là un altruisme au service de la collectivité. Ces doctrines justifient le recours à la force, caractéristique de l'État. La conduite éthique est donc celle de « la réflexion et du travail productif ». Selon Alain Laurent, dans Le Libéralisme américain, « De ces prémisses [Rand] déduit une éthique anti-sacrificielle et anti-collectiviste affirmant la légitimité exclusive de la poursuite du « self-interest » calé sur le droit individuel de propriété, l'« échange librement consenti » et le principe de « non-initiation de la force ».

### Politique internationale

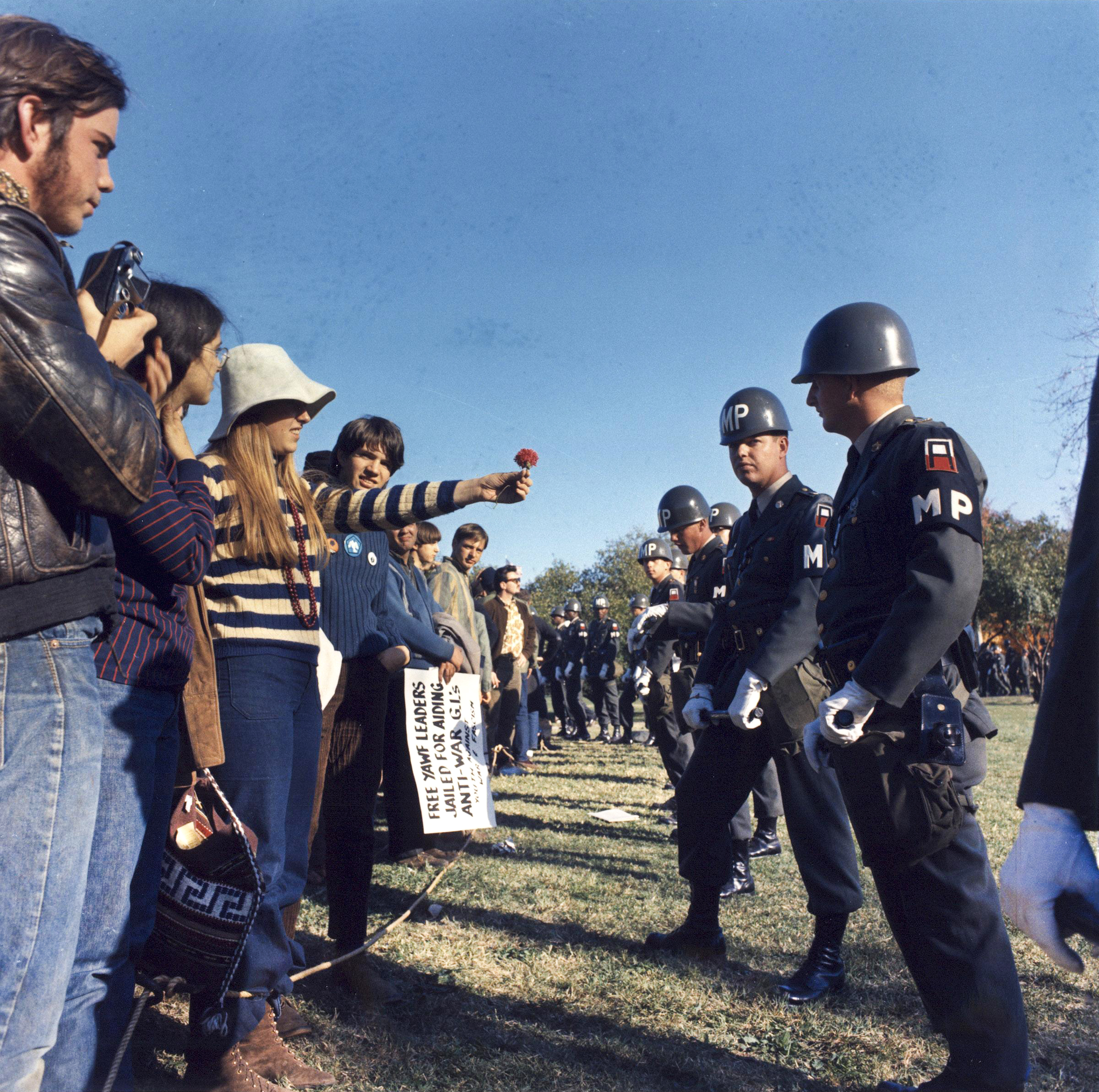
Ayn Rand s'est opposée à la guerre du Viêt Nam, la considérant comme l'expression paroxystique du principe altruiste. Manifestation de protestation contre la guerre aux États-Unis le 21 octobre 1967.

Ayn Rand condamnait l'engagement américain dans la Première et dans la Seconde Guerre mondiale, puis dans la guerre de Corée, considérant que la seule justification de la guerre doit être le principe de légitime défense de soi-même, et non des autres.

Elle s'est tout aussi publiquement opposée à la guerre du Viêt Nam en déclarant : 

« Si vous voulez voir le summum ultime, suicidaire, de l'altruisme à l'échelle internationale, observez la guerre du Viêt Nam, une guerre où chaque soldat américain meurt sans raison d'aucune sorte. »

Rand s'opposait donc à toute politique d'intervention et d'ingérence, mais au seul nom de la souveraineté des États respectueux du droit : pour elle, les États « tyranniques » et les conglomérats de « sauvages », n'avaient aucun droit.
Ainsi, elle interprétait la guerre du Kippour de 1973 comme partant d'une attaque contre un État respectueux des droits individuels, et elle soutint en conséquence Israël, déclarant :

« Les Arabes sont une des cultures les moins développées. Ils sont typiquement nomades. Leur culture est primitive et ils éprouvent du ressentiment contre Israël car c'est la seule tête de pont de la science moderne et de la civilisation sur leur continent. Quand vous avez des hommes civilisés qui combattent des sauvages, vous soutenez les hommes civilisés, peu importe qui ils sont. »

Elle avait une vision tranchée, voire expéditive, de la politique internationale. Dans « The Foreign Policy of a Mixed Economy », Rand condamnait le principe de l'aide publique entre les États, qui nourrit les guerres économiques et abaisse les libertés humaines, contribuant à balkaniser les sociétés, notamment en entretenant le principe de l'« ethnicité », selon le titre de son article « Global Balkanization ». Pour Ayn Rand, l'irrationnalisme (dont la réalisation historique ultime est le communisme, thèse qu'elle développe dans son article « Capitalism vs. Communism ») se propage, conduisant à un nouveau fascisme, celui d'un culte du consensus et du tout-État, toujours plus prédateur et dépensier. Rand y voit par ailleurs la cause de la volonté de certains États, comme les États-Unis, de conduire des guerres d'ingérence qui sont injustes (« The Wreckage of the Consensus ») parce qu'on les mène suivant les principes de l'altruisme, ce qui outrepasse leurs fonctions légitimes et viole les droits de leurs citoyens.

### Essentialisme, sexe et race
Plusieurs des ouvrages de Rand présentent les femmes et les hommes comme égaux sur le plan intellectuel. Toutefois, elle a, à plusieurs reprises, affirmé que les différences physiologiques entre les deux sexes conduisaient à des différences psychologiques fondamentales, sources d'une différenciation naturellement sexuée des rôles sociaux. Il s'agit là d'un des postulats de ce qu'elle nomme la « psycho-épistémologie », la science qui examine le rapport du psychisme humain à la réalité. Rand affirma par exemple que, si les femmes sont compétentes pour occuper la fonction de Présidente, aucune femme rationnelle ne devrait chercher à atteindre cette position ; elle expliqua plus tard qu'une telle fonction serait psychologiquement perturbante pour une femme. Rand pense ainsi que l'« essence de la féminité est la vénération — le désir d'admiration de l'homme », qu'une « femme idéale doit vénérer les hommes, et qu'un homme idéal est le plus haut symbole de l'humanité ». Le sexe est pour elle « l'expression de l'estime de soi ».
Ayn Rand s'est exprimée publiquement à une unique occasion sur le thème de l'homosexualité, lors d'une conférence au Ford Hall Forum de 1968. En 1971, elle publie
un recueil d'essais, The New Left, où elle attaque les mouvements féministes et gay, puisque la discrimination positive imposée par l'État est par définition injuste, et affirme que l'homosexualité est immorale en soi. En dépit de cette critique, elle estime que « la loi ne doit pas intervenir dans une relation entre deux adultes consentants ». Dans des conversations tenues en 1980 avec le philosophe Harry Binswanger, elle nuancera sa position, revenant sur le terme d'immoral sans retirer sa critique. Rand défendait par ailleurs le droit des entreprises de discriminer sur la base de l'orientation sexuelle, de la race ou de n'importe quel autre critère : c'est par définition du Droit de propriété que le refus d'une personne ou d'une organisation de traiter avec une autre ne viole aucun droit, quand la raison en serait irrationnelle, raciste ou homophobe.
Dans ses articles « Racism » et « Balkanisation globale », Rand estime que le « racisme est la forme la plus basse, la plus crûment primitive de collectivisme ». Que cette notion implique qu'un homme soit jugé non sur ses propres actions mais sur celles d'un collectif d'ancêtres apparaissait intolérable dans son système de pensée car le racisme, a fortiori institué par l'État, nie les deux aspects de la vie de l'homme : sa raison et sa moralité pour y substituer un déterminisme génétique. Elle était opposée à toute intervention étatique à ce sujet, estimant qu'à partir du moment où ce n'est pas l'État qui l'impose, « le racisme n'est pas un problème de Droit mais une question morale, et ne peut être combattu que par des moyens privés, tels que le boycott économique ou l'ostracisme social ».

### Culture et environnement
« La culture n'est pas le produit anonyme de masses indifférenciées, mais la somme des réalisations intellectuelles d'hommes individuels » selon Ayn Rand qui fait de la culture et du progrès scientifique des domaines éthiques. Cependant, dans son article « Our Cultural Value-Deprivation » (1966), elle note la perte de valeur dans la culture et notamment la valeur individualiste. Son essai « The Intellectual Bankruptcy of Our Age » (1961) a pour but de condamner une culture de masse mondialisée, celle du XXe siècle qui refuse l'héritage libéral du siècle précédent.

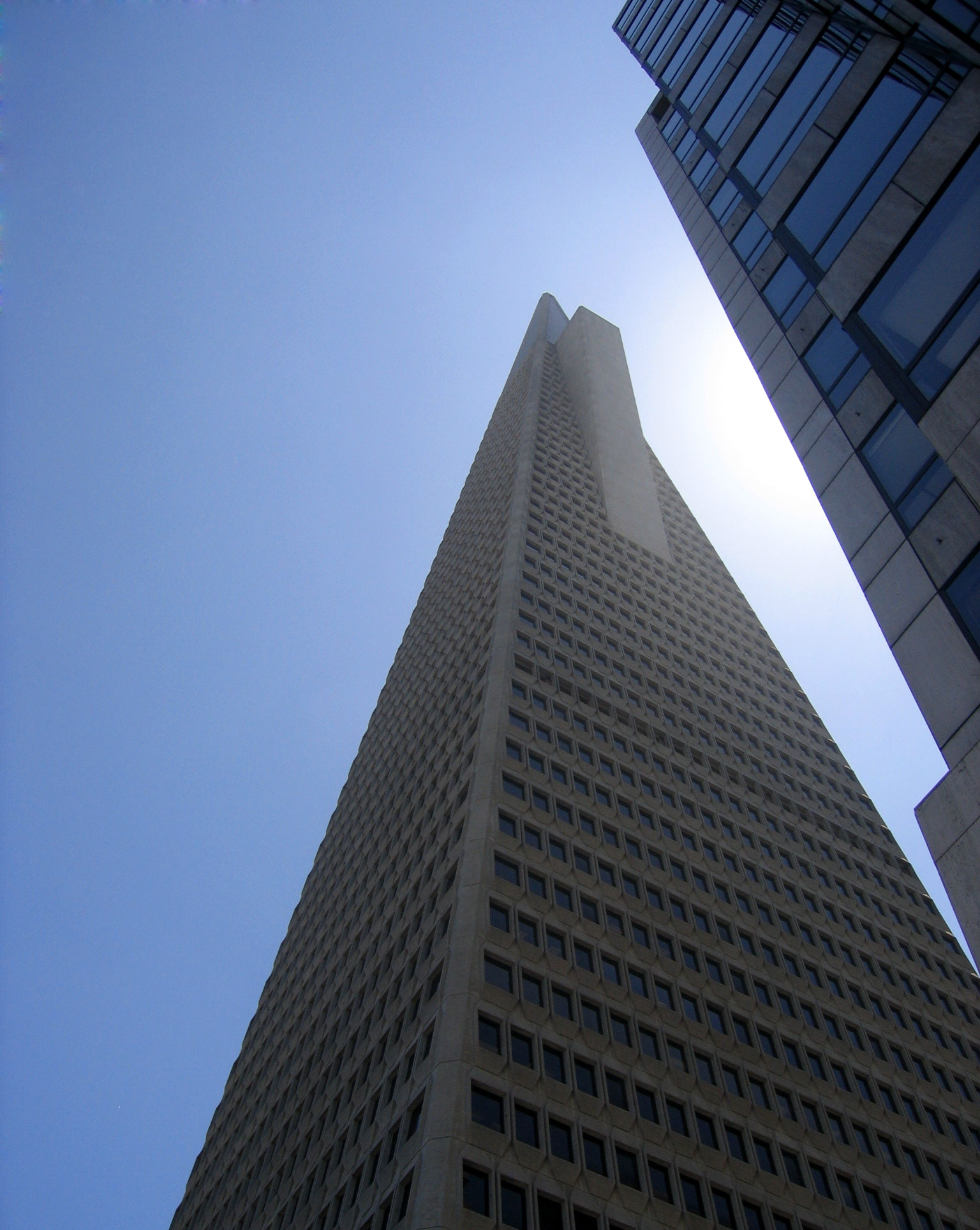
Le Capitalisme est un système social basé sur la reconnaissance des droits individuels, y compris sur celle des droits de propriété.

En matière d'écologie et d'environnement, Rand y voit une manipulation des gouvernements, destinée à réduire les libertés et à faire primer l'émotion sur la raison. Critiquant l'environnementalisme, dans « Against Environnementalist », elle considère que l'écologie est un retour du religieux et de l'irrationnel, alors que seul le progrès technique peut améliorer la condition humaine.

### Étatisme
Rand préconise un État minimal.
Elle oppose l'étatisme à l'intérêt bien compris des individus. Selon elle, l'État, qu'elle qualifie d'« absolu » lorsqu'il ambitionne de régenter toute la sphère sociale et économique, ne fait que violer le Droit qu'il est là pour faire respecter « L'étatisme a toujours été le corollaire politique du collectivisme » explique-t-elle, sa démesure culminant dans le communisme.
Ses jugements sur l'étatisme ont suscité l'admiration dans tous les mouvements libéraux. La formule « L'État absolu n'est simplement qu'une forme institutionnalisée du banditisme, quel que soit le gang particulier qui prend le pouvoir » résume au mieux sa pensée.
Cependant, Rand n'est pas pour l'anarchisme, qui prône la disparition de l'État. Elle considère que celui-ci doit exister, pour veiller à ce que les citoyens jouissent de toute leur liberté de choix et de raison : « Le gouvernement agit seulement comme un agent de police qui protège l'homme des droits, il utilise la force physique uniquement et seulement à titre de représailles contre ceux qui prennent l'initiative de son utilisation, tels que des criminels ou des envahisseurs étrangers. » En d'autres termes, l'État doit veiller à la conservation des droits individuels (la liberté et la propriété), dont « la source est la nature de l'homme » car : « la seule justification valable de l'existence d'un État [est d'] assurer les Droits des hommes en protégeant ceux-ci de la violence physique ».
Seul le système du « laissez-faire » capitaliste peut garantir les libertés individuelles. La société doit veiller à ce qu'une complète séparation de l'État et l'économie existe, de la même manière et pour les mêmes raisons qu'existe la séparation de l'État et l'Église,.
Elle considère par ailleurs qu'à son époque, le développement de l'État-providence aux États-Unis amènerait sans doute à un collectivisme, d'autant plus qu'elle accuse en 1959 les partis démocrate et républicain d'être favorables au socialisme et de ne proposer aucune politique de laissez-faire favorable au capitalisme.

### Humour
Elle condamne l'humour, en particulier l'autodérision. Néanmoins on l'a vue sourire lorsqu'un journaliste lui a demandé ce qu'elle pensait de Ronald Reagan : 

« Je n'en pense rien et plus je le regarde moins je pense. »

## Influence
Les écrits d'Ayn Rand continuent d'être largement vendus et lus, à travers le monde, avec plus de 25 millions d'ouvrages vendus en 2007, et près de 800 000 de plus chaque année selon le Ayn Rand Institute, y compris dans le milieu scolaire. Selon une étude conduite par la Bibliothèque du Congrès américain et par Book of the Month Club (« le club du livre du mois ») dans les années 1990, La Grève (Atlas Shrugged) est le livre le plus influent après la Bible aux États-Unis.

### Influence sur la société et sur des personnalités

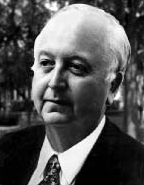
Dans Capitalism: A Treatise on Economics (1996), George Reisman, l'un des quatre économistes qui ont fait leur doctorat avec Ludwig von Mises, associe l'objectivisme à la méthodologie autrichienne.

Une certaine branche du mouvement féministe américain se réclame des travaux de Rand. Dans Feminist interpretations of Ayn Rand Mimi Reisel Gladstein et Chais Matthew Sciabarra analysent la nature de cette influence et expliquent même en quoi la philosophe peut être qualifiée de « féministe avant l'heure ».
Ayn Rand a eu également une profonde influence sur des penseurs et des personnalités contemporains tels John Hospers (le premier candidat du parti libertarien aux élections présidentielles américaines de 1972), George Hamilton Smith (pédagogue et auteur libertarien), le philosophe et épistémologue Allan Gotthelf, les philosophes et universitaires Robert Mayhew (auteur de Essays on Ayn Rand's Atlas Shrugged) et Tara Smith, l'économiste George Reisman, le psychologue comme Edwin A. Locke, créateur de la goal-setting theory, l'historien Robert Hessen, et les politologues Charles Murray, (créateur de l'American Enterprise Institute) et Peter Schwartz. Selon Pierre Lemieux, Rand, en dépit de son aversion pour l'anarchie, est également un modèle des mouvements anarcho-capitalistes. Les théoriciens anarchistes et minarchistes Murray Rothbard et Robert Nozick reconnaissent l'apport de Rand dans le champ éthique surtout. L'écrivain Mario Vargas Llosa est un de ses admirateurs. Alain Laurent, citant une confidence d'Alan Greenspan explique même que le président russe Vladimir Poutine non seulement connaît ses écrits mais de plus aime à en discuter.
L'ancien président de la « Fed », Alan Greenspan, a beaucoup été influencé par Rand et déclara à son propos : « Elle m'a montré que le capitalisme n'est pas seulement efficace, mais aussi moral ». Ayn Rand a aussi eu une influence sur James Clavell, George Reisman, Alan Greenspan, Terry Goodkind et le professeur de marketing Jerry Kirkpatrick. L'ancien président des États-Unis, Ronald Reagan se dit lui-même un admirateur de Rand, dans sa correspondance privée. Le dessinateur de comics Steve Ditko est un lecteur de Rand. Parmi d'autres personnalités publiques, l'actrice Angelina Jolie et son mari et acteur Brad Pitt, Frank Miller, Vince Vaughn ou Ron Paul, ancien candidat à la Présidence américaine, se disent influencés par l'objectivisme d'Ayn Rand.
Jimmy Wales, le fondateur de l'encyclopédie libre Wikipédia, professe son admiration pour Ayn Rand. Ayant lu The Fountainhead, il se qualifie lui-même de libertarien : « La catégorie de personnes dans laquelle je peux le mieux me considérer serait celle des libertariens », déclare-t-il. La pensée de Rand « colore tout ce que je fais et tout ce que je pense ». Wales anime ainsi, de 1992 à 1996 une liste de diffusion électronique nommée Moderated Discussion of Objectivist Philosophy. Il donne une interview qui fit la première page du numéro de juin 2007 du magazine libertarien Reason.
Un groupe d'entrepreneurs décidés à fonder une cryptarchie en 1998, baptisée « Laissez Faire City » d'abord en Indonésie, sur l'île de Bintan, puis au Costa Rica, veulent alors mettre en application les directives objectivistes. Le projet échoue faute de trouver un territoire libre et en dehors de tout contrôle étatique.

### Héritiers d'Ayn Rand
Dès ses débuts Ayn Rand a réuni autour d'elle une génération de penseurs considérés comme « objectivistes ». Plusieurs d'entre eux continuent, après sa mort, à promouvoir sa philosophie, aux États-Unis et dans le monde.
En 1985, Leonard Peikoff, en qui Rand avait totalement confiance pour représenter sa philosophie, fonde le Ayn Rand Institute (ARI), qui a pour but de « faire connaître la pensée de Rand aux jeunes générations, de soutenir et développer ses idées, et de promouvoir les principes de la raison, de l'intérêt privé rationnel, des droits individuels et du capitalisme du laissez-faire le plus largement possible ». En 1989, David Kelley crée quant à lui l’Institute for Objectivist Studies, devenu The Atlas Society, et qui s'intéresse davantage à la dimension philosophique et universitaire des travaux d'Ayn Rand. En 2000, l'historien John McCaskey organise l’Anthem Foundation for Objectivist Scholarship, qui offre des bourses et des récompenses pour des écrits universitaires liés à l'objectivisme pour les universités de Pittsburgh et du Texas à Austin. L'association américaine Rebirth of Reason fondée en 2005 par Joseph Rowlands et qui siège à Santa Clara, en Californie regroupe la plupart des continuateurs de l'objectivisme.
En France, Alain Laurent, philosophe et essayiste, a fondé avec José Luis Goyena une Ayn Rand French Society qui organise des conférences pour présenter la pensée libérale et réalise des articles, tous publiés dans le périodique numérique Le Nouvel 1dividualiste.

### Influence sur d'autres mouvements de pensée
Jim Powell, du Cato Institute, considère Ayn Rand comme l'une des trois plus importantes femmes du mouvement libertarien moderne américain, aux côtés de Rose Wilder Lane et d'Isabel Paterson. Alain Laurent parle lui des Founding Mothers (« les mères fondatrices ») du néo-libéralisme. Pourtant, Rand a toujours refusé d'être considérée comme une théoricienne du mouvement libertarien.
Bien que sa philosophie soit parfois associée au rationalisme, en raison de sa défense de la rationalité humaine, elle rejetait le rationalisme et l'empirisme comme une fausse dichotomie.
Le mouvement philosophique pro-technologique dit de l'« extropianisme », ainsi que celui du transhumanisme, reconnaît dans les concepts d'égoïsme et de productivité de Rand des valeurs ontologiques fondatrices. Dans ses Principles of Extropy, le fondateur de ce courant de pensée, Max More définit l'« optimisme pratique » (« practical optimism »), l'« auto-transformation » (« self-transformation »), ainsi que l'« auto-direction » (« self-direction ») en référence aux considérations de l'Objectivisme ; les parallèles étant en effet nombreux. L'Objectivisme étant une philosophie qui vante le progrès scientifique et technique, à la manière du scientisme, des courants technophiles comme celui dit du Neo-Tech et qui a pour but l’élimination du mysticisme de la pensée humaine, se réclament « néo-Objectiviste »
La doctrine de l'égoïsme radical et de l'individualisme d'Ayn Rand a été récupérée par un certain nombre de personnalités sectaires ; ainsi, Rand est l'un des principaux auteurs cités dans la Bible de Satan d'Anton Szandor LaVey, lequel explique que sa religion est « uniquement la philosophie d'Ayn Rand à laquelle ont été ajoutés des cérémonials et des rituels »,.

## Critiques
Les écrits et la philosophie d'Ayn Rand ont été la cible de diverses critiques, tenant soit à sa personnalité, soit à son système d'idées, soit à son style littéraire. La principale critique à l'égard de la philosophe s'attache à expliquer qu'en dépit d'une argumentation se voulant rationnelle, elle n'en maîtrisait pas toujours les raisonnements.
La contestation de l'altruisme de la part d'Ayn Rand a d'abord attiré des critiques d'ordre éthique. Par exemple, l'écrivain Gore Vidal formule ainsi en 1961 : « Dès lors que nous devons vivre ensemble, dépendants les uns des autres, l'altruisme est nécessaire à la survie. » Il explique la popularité d'Ayn Rand en ces termes : « Elle a un grand attrait pour les gens simples, perdus dans une société organisée, réticents à payer des impôts, n'aimant pas l'État-providence, qui se sentent coupables face à la souffrance des autres mais voudraient durcir leur cœur. Elle leur propose une prescription alléchante : l'altruisme est source de tous les maux, l'intérêt individuel est le seul bien, et si vous êtes stupide ou incompétent, c'est votre problème ».
La présentation de la vie d'Ayn Rand est elle-même sujet à controverse. Dans The Passion of Ayn Rand's Critics, James Valliant axe son étude sur l'éventualité d'une manipulation de la vie de la philosophe faite après sa mort par Nathaniel Branden et sa femme. Pour Valliant, les héritiers de Rand ont embelli son parcours et dissimulé certaines notes de son journal.
L'anarcho-capitaliste Murray Rothbard, dans The Sociology of the Ayn Rand Cult (1972), après avoir soutenu Rand, décrit les rouages de la société objectiviste, la comparant à une secte : « Non seulement la secte d’Ayn Rand était explicitement athée, anti-religieuse, non seulement elle glorifiait la Raison, mais elle professait une dépendance de type maître-esclave envers le gourou au nom de l’indépendance, une adoration et une obéissance au chef au nom de l’individualité de chacun et une croyance aveugle dans le gourou au nom de la Raison. » Les critiques universitaires et politiques anti-libertariennes sont nombreuses. Le célèbre psychologue américain Albert Ellis présente le mouvement randien comme une religion dans son article « Is Objectivism A Religion? » (1968).
D'autres considèrent que le raisonnement philosophique de Rand est sophistique, détournant le concept de rationalité, tel Scott Ryan dans Objectivism and the Corruption of Rationality : A Critique of Ayn Rand's Epistemology qui s'attaque, lui, aux fondements épistémologiques de la pensée randienne, considérée comme une pseudo-philosophie.
La pensée de Rand continue à gagner des défenseurs, en dépit de la critique continuelle la qualifiant de « mal construite et peu méthodique ». Son style est ainsi décrit, même au sein de ses partisans, comme étant « littéraire, hyperbolique et émotionnel ». Le philosophe Jack Wheeler note « la grandiloquence incessante et la décharge continue de haine des écrits de Rand », en dépit de cela, il voit son système éthique comme « le plus achevé et le plus fécond des études contemporaines ». Enfin, le populaire et satirique The Philosophical Lexicon réalisé par les philosophes Daniel Dennett et Asbjørn Steglich-Petersen, définit le « rand » comme « une tirade énervée causée lorsque l'on considère à tort un désaccord d'ordre philosophique comme une attaque personnelle et/ou comme la preuve d'une innommable corruption morale. "Lorsque j'ai remis en question sa seconde affirmation, il s'est lancé dans un rand" ».

## Ayn Rand dans la culture populaire
De nombreux dessins animés américains font référence à Rand. Dans un épisode de Futurama, Bender fouille ce qui est jeté aux égouts et y trouve Atlas shrugged parmi des revues pornographiques. Dans l'épisode Le Charmeur de poules de South Park, Atlas Shrugged est vu comme d'un « morceau de déchet ». De multiples références sont également présentes dans Les Simpson, particulièrement dans l'épisode « Manucure pour 4 femmes » où une allusion critique est faite au livre The Fountainhead.
Des jeux télévisés font également référence à Rand, Jeopardy!, mais aussi des séries dramatiques, notamment Gilmore Girls (2000) et Mad Men (2007), ou des émissions comiques, dont The Colbert Report.
Le groupe de rock canadien Rush, dans l'album Fly by Night, fait référence au monde décrit dans Anthem.
En littérature, l'écrivain objectiviste Kay Nolte Smith a écrit un roman à clef, Elegy for a Soprano, inspiré par le groupe du Collectif avec Rand et Branden. Le roman de William F. Buckley, Getting it Right, fait également allusion à Rand. Le jeu vidéo BioShock utilise des éléments de l'action du livre Atlas Shrugged, et l'un des antagonistes, Andrew Ryan (dont le nom est une anagramme partielle de « Ayn Rand »), magnat athée, critique envers l'altruisme et le communisme, est d'après son créateur Ken Levine en partie inspiré par Rand et son œuvre.
Le visage de Rand apparaît sur un timbre créé le 22 avril 1999 à New York par le United States Postal Service.
« Whoisjohngalt » est un code dans l'extension Frozen Throne de Warcraft 3 pour obtenir de façon rapide l'ensemble des améliorations disponibles.

## Œuvre

### Romans
- We the Living, 1936 Publié en français sous le titre Nous, les vivants, traduit par Élisabeth Luc, Paris, éditions Rive droite, 1996  (ISBN 2-84152-028-5) ; rééd. Les Belles Lettres, Paris, 606 p., 2023  (ISBN 978-2251454313)
- Anthem, 1938 Publié en français sous le titre Anthem : Hymne[167], traduit par Catherine Bonneville, Paris, éditions, Rive Droite, 2006  (ISBN 2-84152-102-8) ; réédition, Paris, éditions Rive droite, coll. « Mega », 2007  (ISBN 978-2841521029) ; rééd. Les Belles Lettres, Paris, 112 p., 2023  (ISBN 978-2251454504)
- The Fountainhead, 1943 Publié en français sous le titre La Source vive, traduit par Jane Filion, Genève, Jéheber, 1947 ; réédition, Paris, Plon, coll. « Feux croisés », 1997  (ISBN 2-259-18521-5) ; réédition, Paris, Plon, 2018  (ISBN 978-2-259-26447-1)
- Atlas Shrugged 1957, Publié en français sous le titre La Grève, traduit par Sophie Bastide-Foltz, Paris, Les Belles Lettres, 2011, 1170 p.,  (ISBN 978-2-251-44417-8) ; réédition, Paris, Les Belles Lettres, coll. « Poche », 2017, 1337 p.  (ISBN 978-2-251-44658-5)
- (en) The Early Ayn Rand, Plume, 1985  (ISBN 978-0452257665)

### Pièces de théâtre
- (en) Three Plays (Night Of January 16th, Ideal, Think Twice), Signet Book, 2005,  (ISBN 978-0451214669).
- Night of January 16th, 1933 Publié en français sous le titre La Nuit du 16 janvier, adaptation par Marcel Dubois, Paris, Théâtre de l'Apollo, 25 janvier 1946
- La Nuit du 16 janvier, éditions du Cygne, Paris, 2021

### Essais

#### Du vivant d'Ayn Rand
- La Vertu d'égoïsme, Paris, Les Belles Lettres, coll. « Bibliothèque classique de la liberté », 1993, 217 p. (ISBN 978-2-251-39019-2 et 2251390197) titre original : The Virtue of Selfishness (1964), préface d'Alain Laurent, traduction de Marc Meunier.
- (en) The Objectivist Newsletter : 1962-1966, Second Renaissance, 1990, 224 p. (ISBN 978-1-56114-149-4)
- (en) The Objectivist 1966 - 1971, Second Renaissance, 1990, 400 p. (ISBN 978-1-56114-148-7)
- (en) Capitalism : The Unknown Ideal, NAL/Dutton, Signet, coll. « PGMJ », 1994, 38e éd., 316 p., poche (ISBN 978-0-451-14795-0) Première édition en 1966
- (en) Return of the Primitive : The Anti-industrial Revolution, New York, Penguin Putnam Inc, 1971, 352 p. (ISBN 978-0-452-01184-7) En collaboration avec Peter Schwartz.
- (en) Letter of Ayn Rand 1971 - 1976, Plume Books, 1997, 704 p. (ISBN 978-0-452-27404-4) Sous la direction de Michael S. Berliner, introduction de Leonard Peikoff
- (en) Introduction to Objectivist Epistemology, New York, Signet Books, coll. « Mentor », 1979, 164 p. (ISBN 978-0-451-62171-9)
- (en) For the New Intellectual, New York, Dutton Signet, 1992, 224 p., poche (ISBN 978-0-451-16308-0)
- (en) The Romantic Manifesto. A Philosophy of Literature, New York, Signet Books, coll. « Signet Shakespeare », 1992, 2e éd., 200 p. (ISBN 978-0-451-14916-9) Première édition en 1969.

#### Publications posthumes
- (en) Philosophy: Who Needs It édité par Leonard Peikoff, 1984,  (ISBN 978-0451132499)
- (en) The Ayn Rand Column édité par Peter Schwartz, 1992  (ISBN 978-1561140992)
- (en) The Ayn Rand Lexicon: Objectivism from A to Z édité par Harry Binswanger, 1986,  (ISBN 978-0452010512)
- (en) The Voice of Reason: Essays in Objectivist Thought édité par Leonard Peikoff, 1990,  (ISBN 978-0452010468)
- (en) Ayn Rand’s Marginalia. Her Critical Comments on the Writings of over 20 Authors, 1997,  (ISBN 978-1561142507)
- (en) Journals of Ayn Rand, édité par David Harriman, avec une préface de Leonard Peikoff, 1997,  (ISBN 0-525-94370-6)
- (en) Journal of Ayn Rand édité par Leonard Peikoff et David Harriman, 1999,  (ISBN 978-0452278875)
- (en) Russian Writings on Hollywood édité par Michael S. Berliner, 1999,  (ISBN 978-0962533631)
- (en) The Ayn Rand Reader édité par Gary Hull et Leonard Peikoff, 1999,  (ISBN 978-0452280403)
- (en) Why Businessmen Need Philosophy édité par Richard E. Ralston et Leonard Peikoff, 1999,  (ISBN 978-0962533624)
- (en) The Art of Fiction, édité par Tore Boeckmann, 2000,  (ISBN 978-0452281547)
- (en) The Art of Nonfiction. A Guide for Writers and Readers, édité par Robert Mayhew et Peter Schwartz, 2001,  (ISBN 978-0452282315)
- (en) The Ayn Rand Sampler, 2002,  (ISBN 0451208110)
- (en) Ayn Rand Answers.The Best of Her Q & A, édité par Robert Mayhew, 2005,  (ISBN 978-0451216656)
- Une Philosophie pour vivre sur la Terre, présenté par Alain Laurent, trad. fr. Michel Lemosse & Alain Laurent, Paris, Les Belles Lettres, coll. Bibliothèque classique de la liberté, 2020, 312 pages  (ISBN 978-2-251-45068-1)

### Principaux articles accessibles en ligne
- (en) « Introducing Objectivism », The Objectivist Newsletter, vol. 1, no 8,‎ août 1962 (lire en ligne)
- (en) Ayn Rand, « The Objectivist Ethics », The Objectivist Newsletter,‎ 1961 (lire en ligne)article publié lors de la conférence du 9 février 1961 à l'université du Wisconsin, Symposium intitulé Ethics in Our Time
- « Man’s Rights », The Objectivist Newsletter, publié dans Capitalism: The Unknown Ideal, vol. 2, no 4,‎ avril 1963 (lire en ligne)
- « Collectivized Rights », The Objectivist Newsletter, vol. 2, no 6,‎ juin 1963 (lire en ligne)
- (en) « The Nature of Government », The Objectivist Newsletter, vol. 2, no 12,‎ décembre 1963 (lire en ligne)
- « The New Fascism: Rule by Consensus », The Objectivist Newsletter, vol. 4, no 5,‎ mai 1965 (lire en ligne)
- (en) Ayn Rand, Screen Guide for Americans, Bervely Hills (USA), The Motion Picture Alliance for The Preservation of the Americans Ideal (lire en ligne)
- (en) « The Only Path to Tomorrow », Readers Digest,‎ janvier 1944, p. 88-90 (lire en ligne)
- « Philosophy: Who Needs It », The Ayn Rand Letter, article lu lors de la conférence à West Point, New York, 6 mars 1974, vol. 3, no 7,‎ 31 décembre 1973 (lire en ligne)
- (en) « Through Your Most Grievous Fault », The Objectivist Newsletter, vol. 1, no 10,‎ octobre 1962 (lire en ligne)
- (en) « The Cult of Moral Grayness », The Objectivist Newsletter, vol. 3, no 6,‎ juin 1964 (lire en ligne)
- (en) « Racism », The Objectivist Newsletter, vol. 2, no 9,‎ septembre 1963 (lire en ligne)
- (en) « Who is the Final Authority in Ethics? », The Objectivist Newsletter, vol. 4, no 2,‎ février 1965 (lire en ligne)
- (en) « Three Theories of the Good », dans Capitalism: The Unknown Ideal, 1966 (réimpr. 1967, 1986) (ISBN 9780451147950, lire en ligne)
- (en) « About Barry Goldwater », The Objectivist Newsletter,‎ 1963 - 1964 (lire en ligne)

## Filmographie

### Scénarios
- 1945 : Le Prix du bonheur (You Came Along) de John Farrow, film américain, scénario écrit par Ayn Rand sur une première version de Robert Smith, avec Robert Cummings et Lizabeth Scott
- 1945 : Le Poids d'un mensonge (Love Letters), film américain réalisé par William Dieterle, scénario par Ayn Rand d'après un roman de Christopher Massie, avec Jennifer Jones et Joseph Cotten

### Adaptations

#### Au cinéma
- 1941 : The Night of January 16th, film américain réalisé par William Clemens, adaptation de la pièce éponyme, avec Robert Preston et Ellen Drew.
- 1942 : Nous, les vivants (Noi vivi), film italien réalisé par Goffredo Alessandrini, adaptation du roman Nous, les vivants (We The Living), avec Alida Valli et Fosco Giachetti.
- 1949 : Le Rebelle (The Fountainhead), film américain réalisé par King Vidor[168], adaptation du roman La Source vive (The Fountainhead).
- 2011 : Atlas Shrugged: Part I, film américain réalisé par Paul Johansson - première partie de l'adaptation du best-seller du même titre, à partir d'un scénario de John Aglialoro, avec Taylor Schilling (Dagny Taggart), Grant Bowler (Hank Rearden) et Edi Gathegi (Eddie Willers)[169].
- 2012 : Atlas Shrugged: Part II, film américain réalisé par John Putch - deuxième partie de l'adaptation du best-seller.
- 2014 : Atlas Shrugged Part III: Who Is John Galt? (en), film américain réalisé par J. James Manera - troisième partie de l'adaptation du best-seller.

#### Au théâtre
- 2001 : Coupable ou non coupable, pièce de théâtre montée au Théâtre Marigny per le metteur en scène français Robert Hossein, adaptation de la pièce Night of January 16th
- 2008 : The Death of Ayn Rand, comédie montée par le metteur en scène américain Jeffrey R. Smith de la Virago Company : la pièce parodique imagine l'écrivain sujette à des hallucinations et rédigeant une scène érotique avec les deux personnages principaux de son roman Atlas Shrugged[170].